# 豊田市立藤岡南中学校
豊田市立藤岡南中学校（とよたしりつふじおかみなみちゅうがっこう）は、愛知県豊田市西中山町にある公立（市立）の中学校。

## 概要

### 生徒数
- 合計 : 336人（13クラス）
  - 1年生 : 114人
  - 2年生 : 120人
  - 3年生 : 102人

2018年（平成30年）5月1日現在

## 沿革
- 2011年（平成23年）4月1日 - 豊田市立藤岡南中学校として開校。

## 年間行事
- 4月 - 入学式、前期始業式
- 5月 - 体育祭、宿泊学習（1年生）
- 6月 - 修学旅行（3年生）
- 10月 - 前期終業式、後期始業式
- 11月 - 職場体験（2年生）
- 1月 - スキー合宿（2年生）
- 3月 - 卒業式、後期終業式

## 学校区
- 田茂平町
- 西中山町
- 深見町（一部地域を除く）